# Luci Licini Cras
|  | No s'ha de confondre amb [[:Luci Licini Cras Escipió]]. |

Luci Licini Cras (en llatí: Lucius Licinius L. f. C. n. Crassus; 140-91 aC) va ser un magistrat romà dels segles ii i i aC que va destacar també com a orador i jurista. Va ser cònsol l'any 95 aC.

## Orígens
Pertanyia a la gens Licínia, d'origen plebeu, i era fill de Publi Licini Cras, al seu torn fill de Gai Licini Cras, cònsol el 168 aC.
El va educar l'historiador i jurista Luci Celi Antípatre.

## Vida pública
A 21 anys (119 aC) es va encarregar de l'acusació contra Gai Papiri Carbó per haver donat suport a Tiberi Semproni Grac. Un esclau de Carbó va donar a Cras una capsa plena de papers del seu rival, però Cras la va tornar al seu propietari sense obrir i amb l'esclau carregat de cadenes. Carbó es va alliberar a la condemna, perquè es va suïcidar amb verí.
L'any 118 aC va defensar la proposta de llei d'establir una colònia a Narbona, a la Gàl·lia; malgrat l'oposició del senat, va aconseguir la seva aprovació, i va ser un dels decemvirs encarregats de fundar la colònia. El 114 aC va defensar la vestal Licínia, parenta seva, que era acusada d'incest juntament amb dues vestals més, Màrcia i Emília. Va aconseguir l'absolució de Luci Cecili Metel, el pontífex màxim, i del col·legi de pontífexs. Però Luci Cassi va continuar l'acusació com a inquisidor del poble, i llavors no va poder evitar la condemna.
Més endavant va ser qüestor amb Quint Muci Escèvola, amb qui va exercir altres magistratures (totes menys el de tribú de la plebs i la censura). Sembla que va governar la província d'Àsia i va passar per Atenes, on va rebre classes de Càrmides i de Metrodor d'Escepsis, un els fundadors de l'escepticisme. Al seu retorn a Roma va defensar els seus amics, entre els quals Gai Sergi Aurata, acusat d'apropiació d'aigües públiques per a les seves pesqueries. El 107 aC va ser tribú de la plebs.
El 106 aC va donar suport a la llei Servilia judiciaria (de Quint Servili Cepió), que privava els cavallers del nomenament de jutges, que era en mans del senat (el 122 aC Gai Grac la va traspassar del senat als cavallers per la llei Sempronia judiciaria), però no a la llei Servília del 104 aC (de Gai Servili Glàucia), que restablia la situació anterior (122 a 106 aC).
El 103 aC va ser edil curul junt amb Quint Muci Escèvola, i va celebrar uns esplèndids jocs en els quals es va introduir la lluita de lleons. Més tard, va ser pretor, àugur i candidat al consolat, càrrec per al qual va ser elegit el 95 aC junt amb el mateix Quint Muci Escèvola, que era pontífex màxim. Durant el seu consolat es va aprovar la llei Múcia, que prohibia usurpar la condició de ciutadà romà i als no ciutadans els obligava a sortir de Roma, llei que sembla que va ser una de les causes de la guerra social. Durant aquell any va defensar Quint Servili Cepió fill, acusat de traïció pel tribú Gai Norbà per haver refusat de col·laborar amb el seu superior durant la batalla d'Arausio, però Cepió va ser condemnat. Al final del seu mandat se'n va anar a governar la Hispània Citerior, i es va limitar a sotmetre algunes petites tribus, però no va obtenir els honors del triomf.
Va participar en el plet d'herència entre Mani Curi i Marc Coponi (93 aC), defensats per Cras i per Escèvola respectivament, i en què Cras va triomfar. El 92 aC va ser censor junt amb Gneu Domici Ahenobarb, i va prohibir les escoles dels anomenats retòrics llatins. Aquesta prohibició no va afectar l'ensenyament en grec, freqüent entre les famílies riques romanes. Segons Achard, l'ensenyament en llatí es va propagar a partir de llavors per mitjà de l'escriptura, i per tal cosa es va publicar la Retòrica a Herenni i el De inventione.
El seu darrer discurs el va fer al senat l'any 91 aC contra Luci Marci Filip, cònsol enemic dels optimats. Allí es va posar malalt i va morir al cap de set dies.

## Vida privada
Es va casar amb la filla de l'àugur Quint Muci Escèvola, neta de Gai Leli Sapient. Van tenir dues filles: Licínia Crassa Major i Licínia Crassa Menor.
Va viure en una casa que havia heretat i que va decorar esplèndidament, entorn del qual va plantar sis lledoners. El seu company i censor, Ahenobarb, li va retreure que visqués en una casa de tant de valor, però li va oferir comprar-la per sis milions de sestercis. Cras va acceptar a condició que conservés els arbres. Llavors, Domici es va fer enrere, i Licini li va demanar irònicament qui donava més mal exemple: aquell qui vivia en una gran casa rebuda per herència o aquell qui comprava sis arbres al peu de sis milions.